# Neujahrskonzert der Wiener Philharmoniker 1967

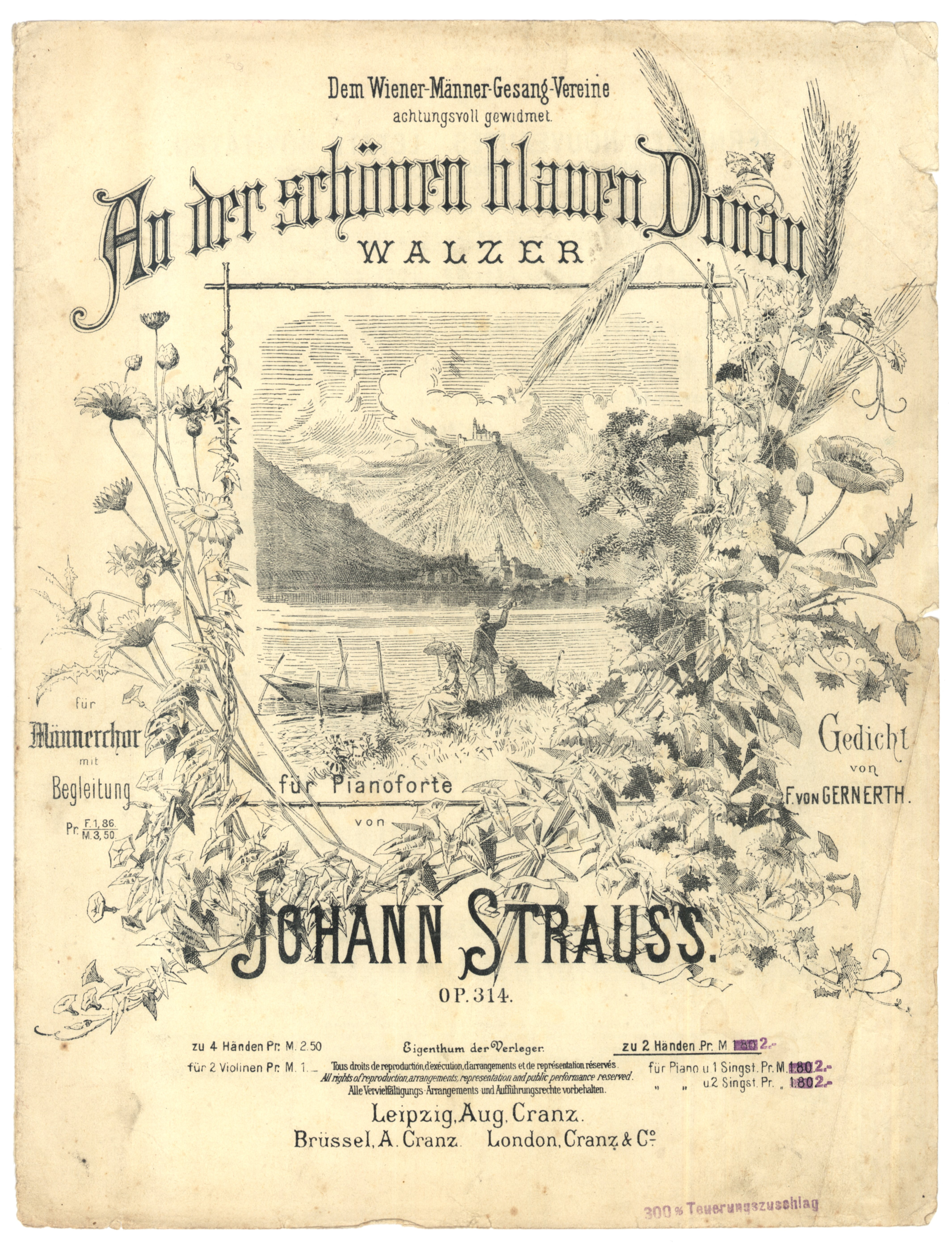
Das Neujahrskonzert 1967 stand auch im Zeichen von „100 Jahre Donauwalzer“

Das Neujahrskonzert der Wiener Philharmoniker 1967 war das 27. Neujahrskonzert der Wiener Philharmoniker und fand am 1. Jänner 1967 im Goldenen Saal des Wiener Musikvereins statt. Dirigiert wurde es zum 13. Mal von Willi Boskovsky, der diese Institution 1941 schon als Konzertmeister der Wiener Philharmoniker mit ins Leben gerufen hatte.
Das Konzert war das achte Neujahrskonzert, dessen zweiter Teil sowohl über Eurovision im Fernsehen übertragen wurde; zudem wurde es zum zweiten Mal über Intervision, den Fernsehverbund der damaligen sozialistischen Staaten übertragen.

## Besonderheit

### Allgemeines
Streng genommen war es einerseits das 28. Konzert zum Jahreswechsel – denn zur Jahreswende 1939/40 gab es bereits ein Außerordentliches Konzert der Wiener Philharmoniker, welches allerdings am Silvesterabend 1939 stattfand –, aber erst seit 1946 – seit dem erstmaligen Dirigat von Josef Krips – trägt das Konzert den Namen Neujahrskonzert der Wiener Philharmoniker: Unter diesem Namen war es das nunmehr 22. mit diesem Titel. Willi Boskovsky stand, wie bereits seit 1955 auf Grund seiner einstimmigen Wahl durch die Orchestermitglieder als ständiger Dirigent des Neujahrskonzertes am Pult.
Willi Boskovsky blieb in Erinnerung, dass er das Konzert mit dem Geigenbogen leitete und, die Violine in die Hüfte gestützt, sie immer wieder ans Kinn nahm, um einen eigenen Schwung in das Orchester zu übertragen, er nutzte nur selten einen Dirigentenstab: Im Neujahrskonzert 1967 war es der Block der drei Polkas am Schluss des Konzertes.
Einzelne Musikstücke wurden wieder mit Ballettaufnahmen unterlegt. Es tanzten Mitglieder des Balletts der Wiener Staatsoper, Solisten waren Edeltraud Brexner, Susanne Kirnbauer, Karl Musil und Paul Vondrak. Die Choreographie übernahm der Solotänzer und Ballettmeister Richard Nowotny.
Ein hier nicht namentlich benannter Sprecher, der auch begleitend im Vorspann tätig war, übernahm erstmals eine Moderation und Kommentation zwischen den einzelnen aufgeführten Musikstücken.
Der Neujahrsgruß wurde 1967 als Plakat nach dem Abspielen der Zugabe der Polka schnell Unter Donner und Blitz von der Orgelempore aus entrollt und enthielt gleichzeitig die Erinnerung, dass 1967 auch das Jahr des 125-jährigen Jubiläums der Wiener Philharmoniker ist. Auch in der Moderation wurde dieses Jubiläum hervorgehoben.

### 100. Jahrestag der Uraufführung des WalzersAn der schönen blauen Donau(Donauwalzer)
Eine Besonderheit des Konzertes wäre gewesen, folgt man dem veröffentlichten Programmzettel der „Wiener Philharmoniker“, dass der Walzer An der schönen blauen Donau von Johann Strauss (Sohn) anlässlich der Einhundert-Jahr-Feier seiner Uraufführung am 15. Februar 1867 zweimal durch das Orchester gespielt worden wäre: Er wäre zum einen Auftakt des „offiziellen Teils“, d. h. des 2. Teils des Neujahrskonzertes, wie dann traditionelle Zugabe am Schluss des Neujahrskonzertes gewesen. Dem ist jedoch nicht so: Wie aus der Veröffentlichung des Fernsehmitschnitts hervorgeht, wurde er nicht als Zugabe gespielt. Dass bei der Aufführung zu Beginn des 2. Teiles bereits vor dem ersten Takt geklatscht wurde, dürfte ein Novum gewesen sein, die Introduktion wurde nicht durch Beifall unterbrochen.
Aus Anlass der Einhundert-Jahr-Feier des Donauwalzers kommen in einem etwa fünfminütigen Vorspann die Vorstände der Wiener Philharmoniker und des Wiener Männergesang-Vereines mit Willi Boskovsky zusammen, um die Originalpartitur zu sichten (auf die die Kamera zublendet) und mit einem Glas Champagner auf „100 Jahre Donauwalzer“ anzustoßen; eingespielt wird die (vorproduzierte) Champagner-Polka, ein musikalischer Scherz (op. 211, von Strauss (Sohn)), gespielt von den Wiener Philharmonikern, getanzt vom Staatsopernballett, und leitet anschließend mit dem Abgang von Willi Boskovsky aus dieser Runde nahtlos über in den Beginn des eigentlichen Neujahrskonzertes.
Nach der Aufführung des Donauwalzers trat der Paukist der Wiener Philharmoniker, Franz Broschek, als Johann Strauss (Sohn) maskiert auf, und bekam unter Beifall einen riesigen goldenen Lorbeerkranz umgehangen.
Nach der Zugabe entfaltete sich ein Rollplakat mit dem Text: „125 Jahre Wiener Philharmoniker – Prosit 1967“.

### Fernsehübertragung
Der zweite Teil des Neujahrskonzertes wurde im Fernsehen übertragen, das der Österreichische Rundfunk (ORF) produzierte. Die Regie übernahm wieder Hermann Lanske.
Traditionell war es seit 1959 eine „Eurovisionssendung“, die allerdings seit 1966 durch eine Kooperation mit Intervision – an sich eine der Eurovision vergleichbare Institution der damaligen sozialistischen Länder –, dem aber der ORF und auch das finnische Fernsehen angehörten, auch auf deren Sendegebiet übernommen wurde.
Ausgestrahlt wurde das Neujahrskonzert 1967 über Eurovision neben Österreich in Belgien, der Bundesrepublik Deutschland, in Dänemark, Finnland, Frankreich, Großbritannien, Italien, Jugoslawien, Luxemburg, der Niederlande, in Norwegen, Schweden, Spanien und der Schweiz; neu kamen Irland und Portugal hinzu.
Über Intervision waren 1967 dabei: ČSSR, DDR und Polen; Rumänien, die Sowjetunion und Ungarn, die die erste „Intervisionssendung“ 1966 ermöglichten, waren 1967 nicht unter den übertragenden Ländern (wobei Rumänien und  Ungarn nur im Jahr 1967 aussetzten). Es wurde demzufolge in 20 Staaten original ausgestrahlt.

## Programm

### 1. Teil
1. Johann Strauss (Sohn): Ouvertüre zur Operette Cagliostro in Wien
2. Josef Strauss: Verliebte Augen (Polka française), op. 185
3. Josef Strauss: Aus der Ferne (Polka Mazur), op. 270
4. Josef Strauss: Dynamiden (Walzer), op. 173
5. Josef Strauss: Vélocipède (Schnellpolka (sic)), op. 259*
6. Johann Strauss (Sohn): Wiener Bonbons (Walzer), op. 307
7. Johann Strauss (Sohn): Einzugsmarsch aus der Operette Der Zigeunerbaron, ohne op.

### 2. Teil
1. Johann Strauss (Sohn): An der schönen blauen Donau (Walzer), op. 314
2. Johann Strauss (Sohn): Leichtes Blut (Polka schnell), op. 319
3. Johann Strauss (Sohn) und Josef Strauss: Pizzicato-Polka
4. Johann Strauss (Sohn): Morgenblätter (Walzer), op. 279
5. Johann Strauss (Sohn): Tik-tak (Polka schnell), op. 365
6. Johann Strauss (Sohn): Du und Du. (Walzer), op. 367*
7. Johann Strauss (Sohn): Csárdás aus „Ritter Pásmán“, op. 441 (wiederholt mit Ballett)
8. Johann Strauss (Sohn): Tritsch-tratsch (Polka schnell), op. 214
9. Johann Strauss (Sohn): Perpetuum mobile (Musikalischer Scherz), op. 257

### Zugaben
1. Johann Strauss (Sohn): Unter Donner und Blitz (Polka schnell), op. 324 (Nicht auf dem veröffentlichten Programmzettel,[6][7])
2. Johann Strauss (Sohn): An der schönen blauen Donau (Walzer), op. 314 (Laut veröffentlichtem Programmzettel,[6] tatsächlich nicht als Zugabe gespielt)
3. Johann Strauss (Vater): Radetzky-Marsch, op. 228

Werkliste und Reihenfolge sind der Website der Wiener Philharmoniker entnommen, jedoch ergänzt und verbessert anhand der Einsicht in den Programmmitschnitt des ORF.
 Mit * gekennzeichnete Werke standen erstmals in einem Programm eines Neujahrskonzertes.